# 清俊彦
清 俊彦（せい としひこ、1945年9月3日 - 2017年11月15日）は、宮崎県児湯郡新富町出身のプロ野球選手（投手）・解説者。

## 経歴
7歳上の兄から野球の指導を受け、中学時代は1年生から登板し2年生でエースとなる。
高鍋高校では1年次の1961年に控え投手として夏の甲子園に出場し、秋田商との1回戦でリリーフに起用されるが0-1で敗退。同年秋からエースとなり、秋季九州大会決勝で鹿児島玉龍高を完封し優勝。
1962年には春の選抜に出場するが、1回戦で中塚政幸のいるPL学園に敗れる。同年夏は県大会決勝で宮崎大淀高に0-1で惜敗。
1963年夏も同じく県大会決勝で高橋博、小川亨のいる宮崎商に敗れた。
1964年に西鉄ライオンズへ入団し、若林忠志ヘッドコーチの指導でコントロールを付ける。二軍戦では2ヶ月で5勝を挙げ、一軍で11試合に先発するが、安定感を欠いた。
1965年は主に中継ぎとして起用された。同年は夏場に急性肝炎を発症し、一時入院している。
1966年には稲尾和久の衰えもあり先発陣に加わると、開幕から好調を維持。6月12日の近鉄戦（小倉）でノーヒットノーランを達成するが、シーズンでは5勝止まりに終わる。
1967年はリリーフ中心に活躍するも、4勝と今一つ伸び悩む。
1968年、高木喬、菊川昭二郎とのトレードで近鉄バファローズへ移籍し、1年目から先発4番手に食い込み6勝を挙げる。
1969年に18勝を記録し、最高勝率のタイトルも獲得。
1970年にはオールスターゲームに出場した。解説者の佐々木信也に「日本で一番フォームがきれいな投手」と評され、その後も高い制球力を武器に、3年連続で2桁勝利を記録するなど、鈴木啓示に次ぐ右のエース格として活躍。
1972年にはチーム最高で自己最多の19勝を挙げ、8月に16日の東映戦（日生）、22日の西鉄戦（日生）、27日の南海戦（伊勢）と3試合連続完封も記録し、最優秀防御率のタイトルを獲得した。
1973年は成績が急降下し、自身の故障や太田幸司・井本隆など若手投手の台頭もあって徐々に出番が減るが、若手の梨田昌孝とバッテリーを組み、梨田に配球の妙を教えた。
1976年には阪神タイガースに金銭トレードで移ったが、シーズン半ばで現役を引退。
引退後はラジオ大阪「近鉄バファローズナイター・OBCビッグナイター」、KBS京都「エキサイトナイター」解説者を務めたが3年目終了後は更新がなく、会社員となり、その後は西鉄時代の同僚・甲斐和雄が経営する資格教材製作会社に勤めていた。
2017年11月15日午後4時24分、肺炎のため埼玉県狭山市の病院で死去。満72歳没。

## 詳細情報

### 年度別投手成績
| 年 度      | 球 団      | 登 板 | 先 発 | 完 投 | 完 封 | 無 四 球 | 勝 利 | 敗 戦 | セ 丨 ブ | ホ 丨 ル ド | 勝 率 | 打 者 | 投 球 回 | 被 安 打 | 被 本 塁 打 | 与 四 球 | 敬 遠 | 与 死 球 | 奪 三 振 | 暴 投 | ボ 丨 ク | 失 点 | 自 責 点 | 防 御 率 | W H I P |
| ---------- | ---------- | ----- | ----- | ----- | ----- | -------- | ----- | ----- | -------- | ----------- | ----- | ----- | -------- | -------- | ----------- | -------- | ----- | -------- | -------- | ----- | -------- | ----- | -------- | -------- | ------- |
| 1964       | 西鉄       | 35    | 11    | 3     | 1     | 1        | 4     | 11    | --       | --          | .267  | 505   | 119.1    | 118      | 14          | 36       | 0     | 3        | 64       | 1     | 0        | 60    | 48       | 3.63     | 1.29    |
| 1965       | 西鉄       | 22    | 3     | 0     | 0     | 0        | 2     | 2     | --       | --          | .500  | 224   | 55.2     | 51       | 6           | 10       | 0     | 2        | 29       | 1     | 0        | 29    | 25       | 4.02     | 1.10    |
| 1966       | 西鉄       | 47    | 14    | 1     | 1     | 0        | 5     | 6     | --       | --          | .455  | 494   | 128.0    | 102      | 7           | 28       | 2     | 3        | 88       | 2     | 0        | 38    | 29       | 2.04     | 1.02    |
| 1967       | 西鉄       | 51    | 8     | 0     | 0     | 0        | 4     | 5     | --       | --          | .444  | 443   | 108.1    | 89       | 7           | 33       | 3     | 8        | 78       | 0     | 0        | 41    | 34       | 2.83     | 1.13    |
| 1968       | 近鉄       | 49    | 16    | 1     | 0     | 0        | 6     | 8     | --       | --          | .429  | 601   | 141.0    | 134      | 12          | 53       | 5     | 6        | 73       | 1     | 0        | 65    | 58       | 3.70     | 1.33    |
| 1969       | 近鉄       | 47    | 23    | 11    | 2     | 1        | 18    | 7     | --       | --          | .720  | 861   | 214.1    | 183      | 17          | 56       | 10    | 5        | 151      | 2     | 0        | 60    | 53       | 2.23     | 1.12    |
| 1970       | 近鉄       | 46    | 25    | 12    | 1     | 0        | 14    | 16    | --       | --          | .467  | 916   | 227.0    | 187      | 22          | 63       | 3     | 8        | 138      | 0     | 0        | 97    | 83       | 3.29     | 1.10    |
| 1971       | 近鉄       | 47    | 28    | 11    | 4     | 0        | 15    | 14    | --       | --          | .517  | 934   | 236.0    | 188      | 21          | 65       | 6     | 4        | 148      | 2     | 0        | 88    | 78       | 2.97     | 1.07    |
| 1972       | 近鉄       | 45    | 26    | 10    | 5     | 2        | 19    | 14    | --       | --          | .576  | 941   | 236.1    | 191      | 21          | 67       | 12    | 4        | 158      | 0     | 1        | 72    | 62       | 2.36     | 1.09    |
| 1973       | 近鉄       | 45    | 22    | 6     | 1     | 0        | 5     | 17    | --       | --          | .227  | 756   | 174.0    | 188      | 23          | 59       | 7     | 6        | 89       | 1     | 1        | 107   | 91       | 4.71     | 1.42    |
| 1974       | 近鉄       | 29    | 12    | 4     | 2     | 0        | 5     | 6     | 2        | --          | .455  | 467   | 111.1    | 111      | 9           | 40       | 3     | 0        | 41       | 4     | 0        | 54    | 46       | 3.73     | 1.36    |
| 1975       | 近鉄       | 7     | 1     | 0     | 0     | 0        | 3     | 0     | 0        | --          | 1.000 | 78    | 18.2     | 20       | 2           | 8        | 0     | 1        | 5        | 0     | 0        | 8     | 8        | 3.79     | 1.50    |
| 1976       | 阪神       | 5     | 0     | 0     | 0     | 0        | 0     | 0     | 0        | --          | ----  | 27    | 6.2      | 7        | 1           | 0        | 0     | 0        | 2        | 0     | 0        | 4     | 4        | 5.14     | 1.05    |
| 通算：13年 | 通算：13年 | 475   | 189   | 59    | 17    | 4        | 100   | 106   | 2        | --          | .485  | 7247  | 1776.2   | 1569     | 162         | 518      | 51    | 50       | 1064     | 14    | 2        | 723   | 619      | 3.14     | 1.17    |

- 各年度の太字はリーグ最高

### タイトル
- 最優秀防御率：1回（1972年）
- 最高勝率：1回（1969年）

### 記録
初記録
- 初登板：1964年6月9日、対南海ホークス12回戦（大阪スタヂアム）、5回裏に4番手で救援登板、2回無失点
- 初奪三振：同上、5回裏に穴吹義雄から
- 初先発・初勝利・初完投勝利・初完封勝利：1964年6月12日、対東映フライヤーズ6回戦（明治神宮野球場）
- 初セーブ：1974年4月7日、対南海ホークス前期2回戦（大阪スタヂアム）、9回裏に3番手で救援登板・完了、1回無失点

節目の記録
- 1000投球回：1971年4月11日、対ロッテオリオンズ2回戦（東京スタジアム）　※史上149人目
- 1500投球回：1973年5月11日、対太平洋クラブライオンズ前期4回戦（日生球場）　※史上73人目
- 1000奪三振：1973年9月7日、対日拓ホームフライヤーズ後期4回戦（後楽園球場）、2回裏に末永吉幸から　※史上47人目
- 100勝：1975年10月4日、対日本ハムファイターズ後期13回戦（日生球場）、5回表に4番手で救援登板、3回1/3を2失点　※史上66人目

その他の記録
- ノーヒットノーラン：1966年6月12日、対近鉄バファローズ9回戦（小倉球場）　※史上36人目
- 3試合連続無失点勝利：1972年8月16日、対東映フライヤーズ21回戦（日生球場） - 同年8月27日、対南海ホークス19回戦（伊勢市倉田山公園野球場）　※パ・リーグ記録
- オールスターゲーム出場：2回（1969年、1970年）

### 背番号
- 37（1964年 - 1967年）
- 14（1968年 - 1975年）
- 12（1976年）